# Estorninho-de-cauda-aguda
Estorninho-de-cauda-afilada, estorninho-de-cauda-acuminada ou estorninho-de-cauda-aguda (Lamprotornis acuticaudus) é uma espécie de passeriforme da família Sturnidae.
Pode ser encontrada nos seguintes países: Angola, Botswana, República Democrática do Congo, Namíbia, Tanzânia e Zâmbia.